# Водоп'янов (сторожовий корабель)
«Водоп'янов» — радянський річковий сторожовий корабель, облаштований на початку Німецько-радянської війни з мобілізованого парового колісного буксира.

## Історія служби
Паровий колісний буксир побудовано у 1937 році на заводі «Ленінська кузня» у Києві під назвою «Тухачевський» на честь радянського військового діяча, який у 1937 році став жертвою сталінського терору. З політико-ідеологічних причин 13 червня 1937 року буксир отримав нову назву «Водоп'янов» на честь Водоп'янова М. В., відомого радянського полярного льотчика.
23 червня 1941 року «Водоп'янов» мобілізовано за передвоєнним планом та після 6 липня повністю переоблаштовано у військовий корабель на заводі ім. І. В. Сталіна у Києві.
22 липня «Водоп'янов» (у військових документах дається також і номерна назва «СК-1») включено до складу Прип'ятського загону річкових кораблів Пінської військової флотилії (ПВФ). Його командиром став лейтенант запасу Старовойтенко Л. С. Протягом всього серпня корабель діяв на Прип'яті, 22 серпня корабель прикривав вогнем переправу відступаючої 5-ї армії Південно-Західного фронту біля сіл Рожава — Новошепеличі.
Увечері 23 серпня 1941 року передові загони німецької 111-ї піхотної дивізії, посилені самохідними установками StuG III, розбили погано організовані частини 27-го стрілецького корпусу 37-ї армії Південно-Західного фронту, що відступали за наказом, захопили міст через Дніпро біля села Окунінове та облаштували плацдарм на лівому березі Дніпра. Таким чином кораблі флотилії, серед них і «Водоп'янов», були відрізані від Києва, де знаходився штаб ПВФ.
У ніч на 26 серпня «Водоп'янов» разом з іншими кораблями пішов на прорив з півночі у Київ, минаючи німецький плацдарм біля Окунінового. Але під сильним вогнем супротивника сторожовик вимушений був повернути назад та стати на стоянку біля села Домантове. Вранці 26 серпня корабель загинув під час артилерійського бою з німцями, що вийшли до правого берега Дніпра. 22 вересня виключено зі списків кораблів ВМФ за наказом командуючого флотом.